# Cioppino

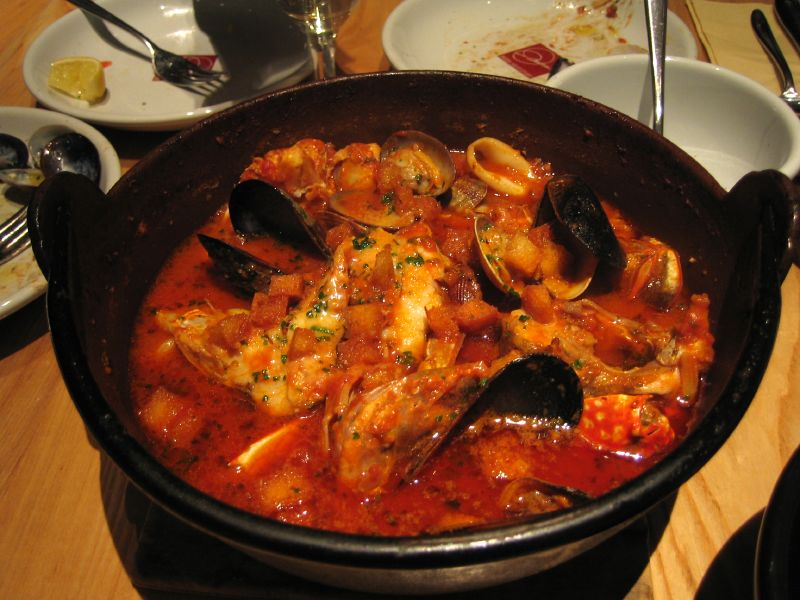
Cioppino

Cioppino ist ein Gericht aus der italo-amerikanischen Küche. Seinen Ursprung hat Cioppino in San Francisco, wobei kulinarische Einflüsse auch aus der Küche rund um Genua stammen können.

## Wortherkunft
Cioppino leitet sich vom Wort ciuppin her, was in Ligurien eine klassische Suppe bezeichnet. Auch der Cacciucco aus der Toskana ist etymologisch mit Cioppino verwandt.

## Charakteristik
Cioppino wird aus Meeresfrüchten zubereitet, deren Zusammensetzung sich je nach Fang ändern kann. Typischerweise werden Jakobsmuscheln, Garnelen, Krebse und Kalmare verwendet. Diese werden in einer Sauce aus Tomaten und Weißwein serviert. Cioppino wird üblicherweise mit einem Stück Brot gegessen, das eingetunkt wird.